# Palmhurst (Teksas)
Palmhurst je grad u američkoj saveznoj državi Teksas. Prema popisu stanovništva iz 2010. u njemu je živjelo 2.607 stanovnika.